# Tela (Atlántida)
Tela é uma cidade de Honduras localizada no departamento de Atlántida. Em 2018, sua população era de 103 392 habitantes.